# Tiziana Schiavarelli
Tiziana Schiavarelli (Bari, 2 agosto 1960) è un'attrice italiana.

## Biografia
Nata a Bari, ha iniziato la sua carriera d'attrice teatrale nella seconda metà degli anni settanta, all'età di quindici anni, debuttando con la Compagnia Anonima G.R. dalla quale, pur avendo avuto percorsi personali nel cinema e nella televisione, non si è mai allontanata.
In circa trentacinque produzioni teatrali con l'Anonima G.R., di cui è anche coautrice di molti testi, ha dato vita a diverse caratterizzazioni comiche su personaggi femminili, spesso con una forte connotazione barese. È stata diretta dal regista Nanni Loy in due spettacoli teatrali: Dolce o amaro?, tratto dal film Cafè express, e L'Osso Sacro.
Con Dante Marmone, compagno di lavoro e di vita, Tiziana Schiavarelli ha condiviso il lungo percorso teatrale, nonché l'esperienza televisiva che li ha visti più recentemente impegnati nella realizzazione, come autori e protagonisti, della serie Catene sull'emittente pugliese Telenorba (Aldo Grasso, in un articolo apparso nel 2006 su Sette, magazine del Corriere della Sera, l'ha recensita come tra le più interessanti fiction italiane). Molto impegnata anche musicalmente, è interprete di diverse canzoni composte da Dante Marmone ed è autrice di alcune canzoni comiche.
Tiziana Schiavarelli si è inoltre dedicata alla scrittura di un libro: Io, la seconda figlia – Storia semiseria di una primadonna, nel quale racconta la storia della sua vita di bambina terribile, adolescente ribelle e poi moglie e madre fuori dagli schemi.
Da questo suo libro autobiografico ha tratto un monologo che ha portato in scena in diversi teatri italiani.
Nel 2019 si esibisce al Teatro Greco di Siracusa in un ruolo nella Lisistrata, per la regia di Tullio Solenghi.
Tra i diversi film a cui ha preso parte, nel 2009 partecipa come protagonista al film Focaccia blues al fianco di Dante Marmone, Lino Banfi e Renzo Arbore e, sempre al fianco di Lino Banfi, al film TV Il padre delle spose e alla miniserie Il commissario Zagaria; ha inoltre recitato nelle serie TV Fino all'ultimo battito e Il patriarca, quest'ultima al fianco di Claudio Amendola.
Nel 2022 ha partecipato alla decima edizione di Mudù in onda su Telenorba, e vince col marito Dante Marmone il Premio Pugliese dell'anno, a cura dell'associazione socio-culturale I Comisastri. Nel medesimo anno lei e Dante Marmone vincono anche il premio Nicolino d'oro, quali figure di spicco della città di Bari.

## Filmografia

### Cinema
- Fratelli coltelli, regia di Maurizio Ponzi (1997)
- LaCapaGira regia di Alessandro Piva (1999)
- Not registered, regia di Nello Correale (1999)
- Il grande botto, regia di Leone Pompucci (2000)
- E adesso sesso, regia di Carlo Vanzina (2001)
- Sotto gli occhi di tutti, regia di Nello Correale (2002)
- La casa delle donne, regia di Mimmo Mongelli (2003)
- Bell'epoker, regia di Nico Cirasola (2006)
- Nicola, lì dove sorge il sole, regia di Vito Giuss Potenza (2006)
- A hero in Rome, regia di Panos Angellopoulos (2008)
- 2061 - Un anno eccezionale, regia di Carlo Vanzina (2009)
- Focaccia blues, regia di Nico Cirasola (2009)
- Buona giornata, regia di Carlo Vanzina (2012)
- Una domenica notte, regia di Giuseppe Marco Albano (2012)
- Ameluk, regia di Mimmo Mancini (2013)
- Walking on Sunshine, regia di Dania Pasquini e Max Giwa (2013)
- Mi rifaccio il trullo, regia di Vito Cea (2016)
- Cristian e Palletta contro tutti, regia di Antonio Manzini (2016)
- Due piccoli italiani, regia di Paolo Sassanelli (2018)
- Sassiwood, regia di Antonio Andrisani e Vito Cea (2020)
- School of Mafia, regia di Alessandro Pondi (2021)
- Gli agnelli possono pascolare in pace, regia di Beppe Cino (2022)

### Televisione
- Zero a Zero, regia di Riccardo Recchia (1999)
- Catene – sitcom (2000-2009)
- Il giudice Mastrangelo – serie TV (2005)
- Il padre delle spose, regia Lodovico Gasparini – film TV (2006)
- Ho sposato uno sbirro – serie TV (2009)
- Il commissario Zagaria, regia di Antonello Grimaldi – miniserie TV (2010)
- Volare - La grande storia di Domenico Modugno, regia Riccardo Milani – miniserie TV (2012)
- Fino all'ultimo battito – regia Cinzia TH Torrini - serie TV (2021)
- Mudù 10 – serie TV (2022)
- Il patriarca, regia di Claudio Amendola – serie TV (2023)
- Imma Tataranni - Sostituto procuratore, regia di Kiko Rosati - serie TV, episodio 3x02 (2023)
- Le indagini di Lolita Lobosco, regia di Renato De Maria – serie TV, episodio 3x04 (2024)

### Cortometraggi
- Compito in classe, regia di Daniele Cascella (2007)
- Sali e tabacchi, regia di Fabio & Mingo (2009)
- La riva, regia di Nicola Ragone (2015)
- La Fuitina, regia di Andrea Simonetti (2016)

## Teatro
- La Bbedda Chembagnì, produzione Anonima G.R., regia del collettivo (1976)
- U addore (l'odore), prod. Anonima G.R., regia del collettivo (1977)
- Pum za ta pum, prod. Anonima G.R., regia del collettivo (1978)
- La Masciara (la strega), prod. Anonima G.R., regia Dante Marmone (1979)
- Guitterata, prod. Anonima G.R., regia Dante Marmone (1980)
- La festa dei pazzi, prod. Anonima G.R., regia Dante Marmone (1981)
- Il soldato spaccone, prod. Anonima G.R., regia Dante Marmone, Pino Sinisi (1982)
- Dolce o amaro?, tratto dal film Cafè Express, prod: Anonima G.R., regia Nanni Loy (1985)
- I fisici, di F. Durrenmatt, prod. Anonima G.R., regia Dante Marmone (1986)
- L'osso sacro, prod. Anonima G.R., regia di Nanni Loy (1988)
- Biancaneve, prod. Anonima G.R., regia Dante Marmone (1989)
- Il festival di San Romolo, prod. Anonima G.R., regia di Dante Marmone & Tiziana Schiavarelli (1990)
- Frankenstein, prod. Anonima G.R., regia Dante Marmone (1991)
- Arrangiati Pinocchio, prod. Anonima G.R., regia Pino Sinisi, Dante Marmone (1992)
- Siamo caduti nell'inferno, regia di Dante Marmone (1994)
- La locandiera di Carlo Goldoni, prod: Anonima G.R., regia Dante Marmone (1995)
- Morte tua, vita mea, prod. Anonima G.R., regia Dante Marmone (1996)
- Bar chi si rivede, prod. Anonima G.R., regia Dante Marmone (1997)
- Motel Paradais, prod. Anonima G.R., regia Dante Marmone (1999)
- Catene, prod. Anonima G.R., regia Dante Marmone (2001)
- L'avaro di Moliere, prod. Anonima G.R., regia Dante Marmone (2002)
- Bar qui si gode, prod. Anonima G.R., regia Dante Marmone (2004)
- Io, la seconda figlia, prod. Anonima G.R., regia Nole Biz (2007)
- Il mare di San Nicola, prod Anonima G.R., regia Dante Marmone (2008)
- Arriva l'ispettore, prod. Anonima G.R., regia Dante Marmone (2009)
- Bari Mediterranea, prod. Anonima G.R., regia Dante Marmone (2010)
- Un fattaccio all'improvviso, prod. Anonima G.R., regia Dante Marmone (2012)
- Il fantasma, prod. Anonima G.R., regia Dante Marmone (2015)
- Due in una mutanda, prod. Anonima G.R., regia Dante Marmone (2017)
- Lisistrata prod. Fondazione Inda, regia Tullio Solenghi (2019)
- Giocattoli, prod. Anonima G.R., regia Dante Marmone (2021)
- Mi chiamavano Il Feroce Saladino, testo e regia Tiziana Schiavarelli (2023)